# نشانه مین
نشانهٔ مِـین (انگلیسی: Mayne's sign) یک نشانه پزشکی است که طی آن و در هنگام معاینه، با بالا بردن بازوی بیمار، فشار خون دیاستولی دستکم ۱۵ میلی‌متر جیوه (۲٫۰ کیلوپاسکال) افت می‌کند. این نشانه در بیماران مبتلا به نارسایی آئورت دیده می‌شود، اگرچه یافته قابل اعتمادی نیست.